# Delfim de Brito Guimarães
Delfim de Brito Monteiro Guimarães (Porto, 4 de Agosto de 1872 - Amadora, 6 de Julho de 1933) foi um poeta, ensaísta, bibliófilo e tradutor português.

## Biografia
Trabalhou na área comercial, onde desempenhou funções de contabilista e de administrador de diversas empresas, mas ficou conhecido pela sua produção literária, nomeadamente poesia, ensaio, conto, teatro e história, tendo sido fundador da editora Guimarães, Libânio e C.ª, em 1899, atualmente conhecida como Guimarães Editores.
Tem colaboração em publicações periódicas, como é o caso das revistas Branco e Negro  (1896-1898), Ave Azul  (1899-1900),  A Sátira  (1911), Atlântida (1915-1920) e na  Revista de turismo  iniciada em 1916.
Foi iniciado na Maçonaria na Loja O Futuro, em Lisboa, com o nome simbólico de Bakunine.
A 17 de maio de 1919, foi agraciado com o grau de Comendador da Ordem Militar de Sant'Iago da Espada.

## Obras

### Poesias
- Alma Dorida (1893)
- Lisboa Negra (1893)
- Confidências (1894)
- Evangelho (1895)
- A Virgem do Castelo (1901)
- Outonaes (1903)
- Sonho Garretiano (1908)
- Alma Portuguesa (1914),
- Livro do Bebé (1917)
- Aos Soldados sem Nome (1921)
- Asas de Portugal
- A Paixão de Soror Mariana (1922)

### Teatro
- Aldeia na Corte (com D. João da Câmara, em 1901)
- Juramento Sagrado (1902)

### Miscelânea
- O Rosquedo (1904) (romance)
- Ares do Minho (1908). (contos e lendas)

### Ensaios
- Bernardim Ribeiro: O Poeta Crisfal: Subsídios para a História da literatura portuguesa (1908)
- Theófilo Braga: A Lenda do Crisfal (1909)

### Traduções
- Tradução de As Flores do Mal (1909)
- Tradução de Dama das Camélias
- Tradução de Os Três Mosqueteiros